# Losilakgokong
Losilakgokong is een dorp in het district Kweneng in Botswana. De plaats telt 208 inwoners (2011).